# Gniezno

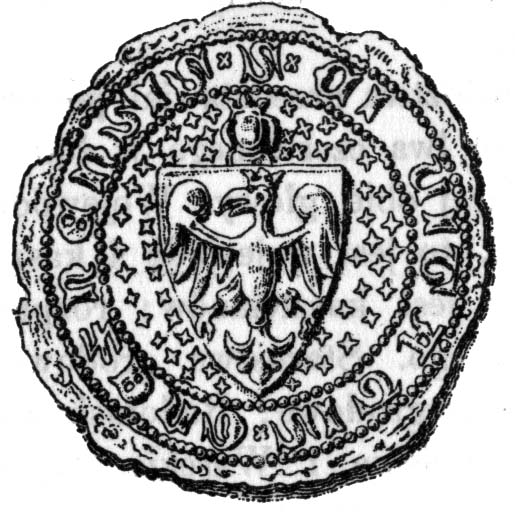
Dấu ấn truyền thông của Gniezno

Gniezno là một thành phố nằm ở hạt Gniezno, tỉnh Greater Poland, miền trung Ba Lan, cách Poznań khoảng 50 km về phía đông. Thành phố có diện tích 49 km². Tính đến năm 2017, dân số của thành phố là 68.943 người với mật độ 1.407 người/km², trở thành thành phố lớn thứ sáu của tỉnh Greater Poland.
Thành phố Gniezno là một trong những khu vực phát triển sầm uất nhất của triều đại Piast, nó được đề cập đến lần đầu tiên từ thế kỷ thứ 10, trong đó bao gồm cả Dagome Iudex - thủ đô của triều đại Piast. Tổng giám mục Công giáo La Mã Gniezno được trao danh hiệu Primate của Ba Lan, biến thành phố này trở thành thủ đô giáo hội của đất nước.

## Lễ đăng quang của hoàng gia tại nhà thờ Gniezno

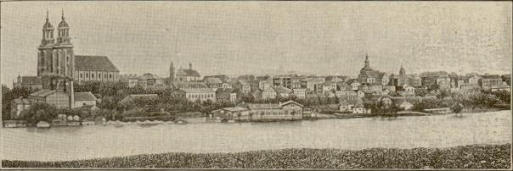
Toàn cảnh Gniezno. thế kỉ 19

- 25 tháng 12 năm 1024 - Bolesław I the Brave
- 25 tháng 12 năm 1025 - Mieszko II Lambert và vợ của ông là Richensa of Lotharedia
- 25 tháng 12 năm 1076 - Bolesław the Generous và vợ của ông là Wyszesława of Kiev
- 26 tháng 6 năm 1295 - Przemysł II và vợ của ông là Margaret of Brandenburg
- Tháng 8 năm 1300 - Wenceslaus II của Bohemia

## Những nhân vật nổi tiếng xuất thân từ Gniezno
- Hermann (1834 - 1911) - bác sĩ người Đức
- Jacob Caro (1836 - 1904) - nhà sử học người Đức
- Ludwik wikliński (1853 - 1942) - nhà triết học cổ điển Ba Lan
- Alfons Flinik (1926 - 2003) - vận động viên khúc côn cầu của Ba Lan
- Paweł Arndt (sinh năm 1954) - chính trị gia Ba Lan
- Arkadiusz Radomski (sinh năm 1977) - cầu thủ bóng đá người Ba Lan
- Ukasz Cieślewicz (sinh năm 1987) - cầu thủ bóng đá người Ba Lan
- Marika Popowicz-Drapała (sinh năm 1988) - vận động viên người Ba Lan
- Zo Nowak (sinh năm 1991) - người mẫu Ba Lan
- Kacper Gomólski (sinh năm 1993) - vận động viên đua xe người Ba Lan

## Giáo dục
- Một cơ sở của Đại học Adam Mickiewicz ở Poznań
- Chủng viện Giáo hội của Tổng Giám mục
- Trường cao đẳng nghề

## Văn hóa nghệ thuật

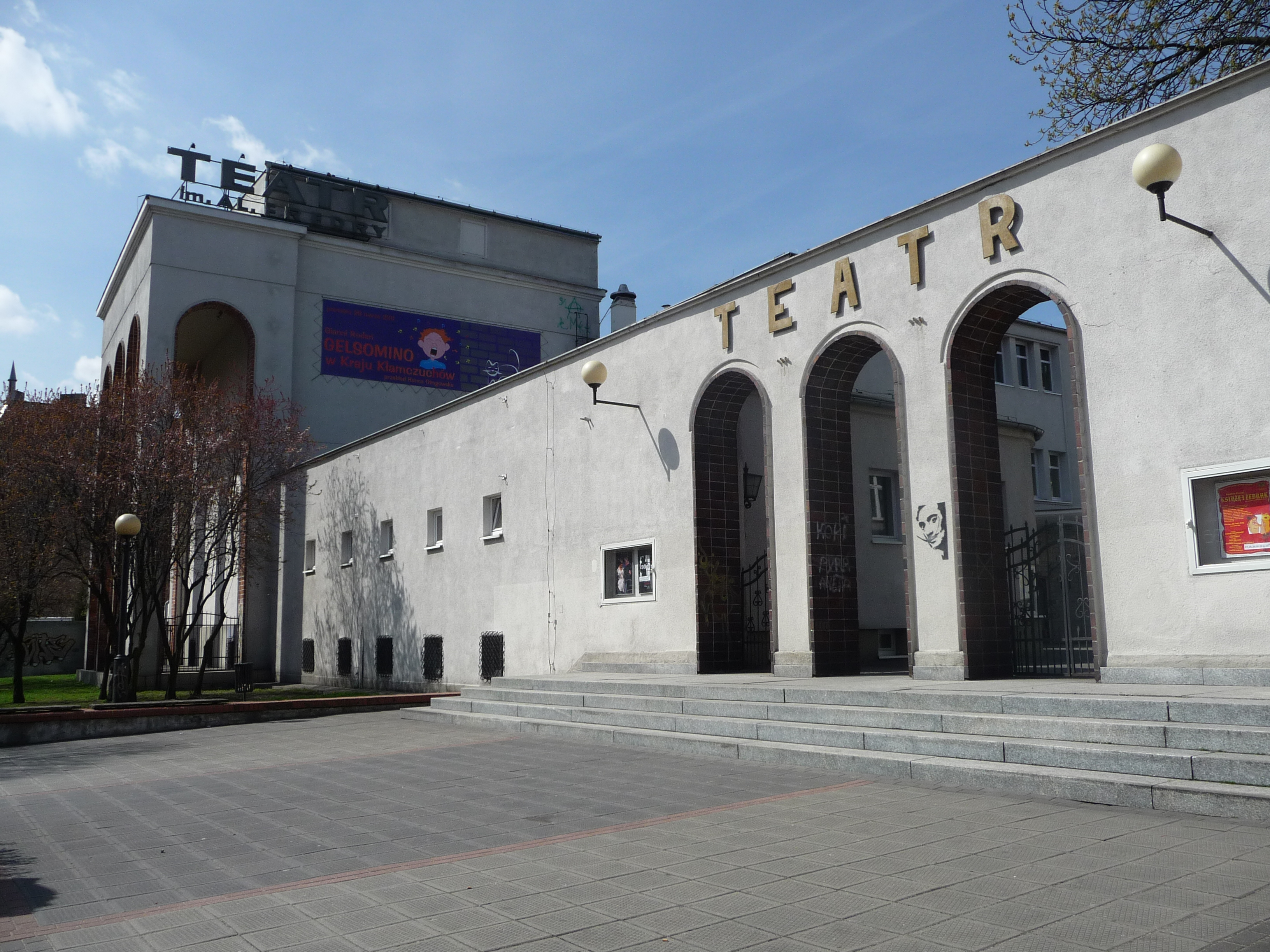
Nhà hát Aleksander Fredro ở Gniezno

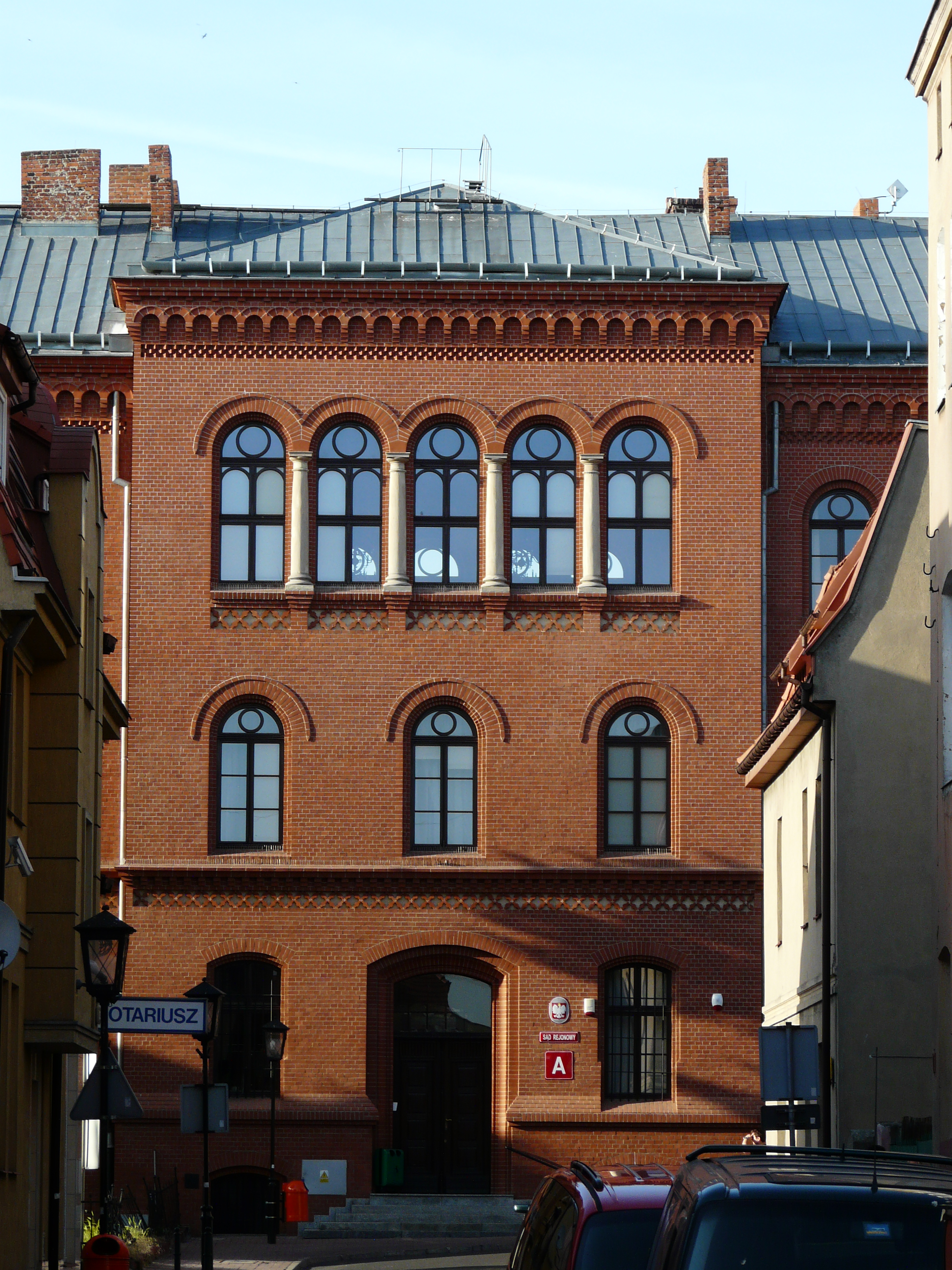
Tòa án khu vực

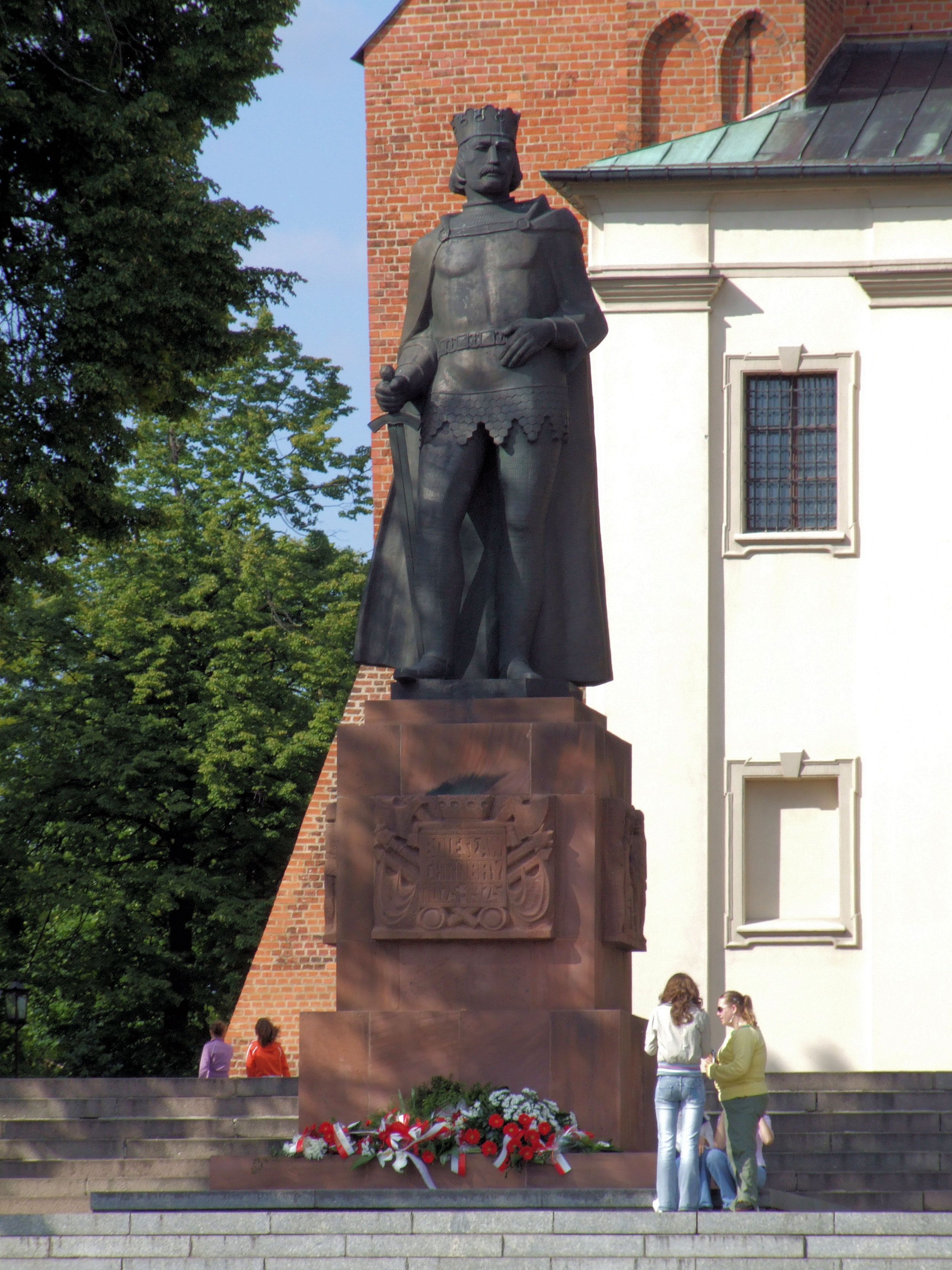
Tượng Bolesław I the Brave ở Gniezno

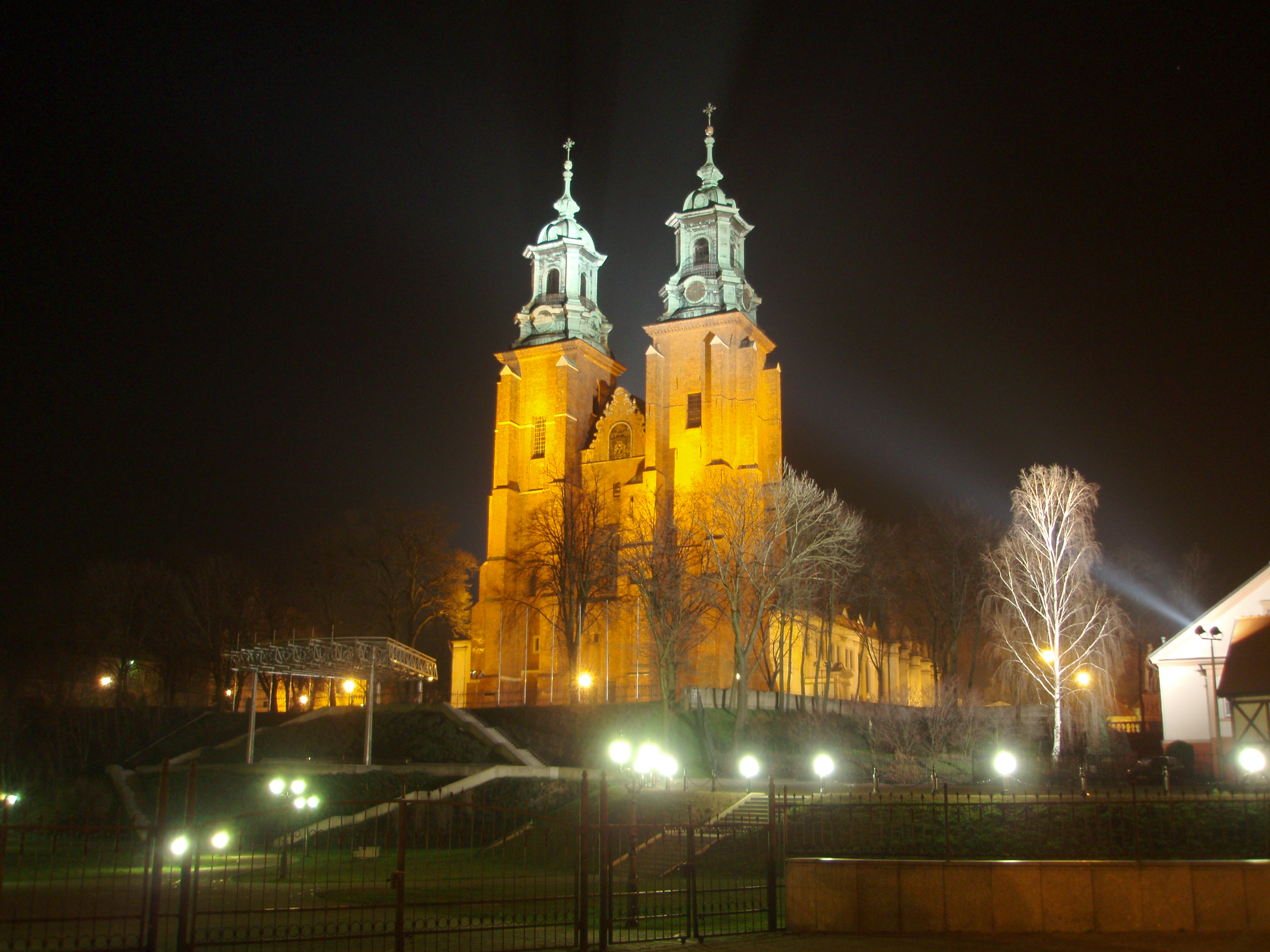
Nhà thờ Gniezno

- Nhà hát Aleksander Fredro
- Bảo tàng Lịch sử Ba Lan
- Bảo tàng Tổng giáo phận